# Кортиљиоло (Трапани)
Кортиљиоло је насеље у Италији у округу Трапани, региону Сицилија.
Према процени из 2011. у насељу је живело 117 становника. Насеље се налази на надморској висини од 12 м.